# Roger Lavenir
Pour les articles homonymes, voir Lavenir.
Ne pas confondre avec Roger Lavenir (1924-1944), résistant de l'Ain, inhumé au Val d'Enfer.
Roger Lavenir, né le 8 octobre 1919 à Bois-Colombes et mort le 31 juillet 2005 à Saint-Maximin-la-Sainte-Baume, est un combattant de la France libre, compagnon de la Libération.

## Décorations
- Officier de la Légion d'honneur
- Compagnon de la Libération par décret du 1er février 1941[2]
- Croix de guerre 1939–1945, palme de bronze
- Croix de guerre des Théâtres d'opérations extérieurs avec étoile d'argent
- Médaille coloniale avec agrafe "Érythrée"
- Médaille commémorative de Syrie-Cilicie avec agrafe "Levant"
- Médaille commémorative des services volontaires dans la France libre
- Mérite Syrien